# Ceryx crawshayi
Ceryx crawshayi är en fjärilsart som beskrevs av George Francis Hampson 1901. Ceryx crawshayi ingår i släktet Ceryx och familjen björnspinnare. Inga underarter finns listade i Catalogue of Life.